# Doktryna Dullesa
Doktryna Dullesa – doktryna ogłoszona w 1949 roku przez sekretarza stanu w administracji Eisenhowera Johna Dullesa.
Zakładała zmianę podstawowej doktryny amerykańskiej polityki zagranicznej z dotychczasowej powstrzymywania ekspansji światowego komunizmu na doktrynę wypierania (roll back) obecności Związku Radzieckiego w rejonach będących pod jego kuratelą. Głównym terenem, na którym miano wypierać wpływy radzieckie były państwa-satelity ZSRR w Europie Środkowej i Wschodniej.
Wypieranie Związku Radzieckiego miało odbywać się radykalnymi środkami, włącznie z zagrożeniem wybuchem III wojny światowej. Doktryna stanowiła element zaostrzającej się zimnej wojny. Jednak nie doprowadziła ona do praktycznych rezultatów, w postaci wyzwolenia jakiegokolwiek ówczesnego kraju komunistycznego.